# Hans Bauer (football)
Pour les articles homonymes, voir Hans Bauer et Bauer.
Hans Bauer (né le 28 juillet 1927 à Sendling, un district de Munich et mort le 31 octobre 1997) était un footballeur allemand des années 1940 et 1950.

## Biographie
En tant que défenseur, Hans Bauer fut international allemand à cinq reprises (1951-1958) pour aucun but inscrit. Sa première sélection fut honorée le 23 décembre 1951 contre le Luxembourg, qui se solda par une victoire (4-1).
Il participa à la Coupe du monde de football de 1954. Il ne joua que deux matchs sur les six de la RFA (Hongrie et Turquie). Il fut titulaire et remporta la Coupe du monde, la première pour le pays.
Sa dernière sélection fut honorée le 26 octobre 1958 à Colombes, contre la France, qui se solda par un match nul (2-2).
Il joua dans trois clubs de Munich : le MTV München, le FC Wacker Munich et le Bayern Munich. Avec le premier, il ne remporta rien. Avec le deuxième, il remporta la Bayernliga (de), soit la D2 allemande de l'époque. Avec le dernier, il remporta la coupe d'Allemagne en 1957, battant en finale le Fortuna Düsseldorf.

## Clubs
- 1942–1945 :  MTV München
- 1945–1948 :  FC Wacker Munich
- 1948–1959 :  Bayern Munich

## Palmarès
- Coupe du monde de football
  - Vainqueur en 1954
- Bayernliga (de)
  - Champion en 1947
- Coupe d'Allemagne de football
  - Vainqueur en 1957